# ラグビー・プロD2
プロD2（Pro D2）は、フランスにおけるラグビーユニオンのプロリーグ（2部）である。2000年に創設された。

## 概要
ホーム・アンド・アウェー方式の総当たり戦を行い、上位6チームがノックアウト方式のプレーオフに進む。
プレーオフ準々決勝は3-6位のチームだけで戦い（3位が6位と、4位が5位と対戦）、1-2位のチームは準決勝に自動的に進出する。
プレーオフ優勝チームはトップ14（1部）に昇格する。プレーオフ準優勝チームはトップ14・13位のチームと入れ替え戦を行う。
最下位（16位）のチームはシャンピオナ・ナシオナル（3部）に降格。
15位のチームはシャンピオナ・ナシオナルの準優勝チームとの入れ替え戦を行う。この入れ替え戦の勝者は来シーズンはプロD2に所属し、敗者は来シーズンはシャンピオナ・ナシオナルに所属する事となる。

## 歴史
初年度は12チームが参加した。
2019-20シーズンは新型コロナによりシーズン打ち切りとなったため昇降格なしとなった。

## 参加チーム
2025-26シーズンの所属チーム（16チーム）
| クラブ名             | 都市                       | スタジアム                   | 収容 人数 | 前季での順位                                          |
| -------------------- | -------------------------- | ---------------------------- | --------- | ----------------------------------------------------- |
| ヴァンヌ             | ヴァンヌ                   | Stade de la Rabine           | 11,865    | 2024-25 トップ14 最下位                               |
| グルノーブル         | グルノーブル               | Stade des Alpes              | 20,068    | 1位(準優勝)                                           |
| ブリーヴ             | ブリーヴ＝ラ＝ガイヤルド   | Stade Amédée-Domenech        | 13,979    | 2位                                                   |
| コロミエ             | コロミエ                   | Stade Michel Bendichou       | 11,430    | 3位                                                   |
| プロヴァンス         | エクス＝アン＝プロヴァンス | Stade Maurice David          | 8,767     | 4位                                                   |
| ソヨー・アングレーム | アングレーム               | Stade Chanzy                 | 8,000     | 5位                                                   |
| ベジエ               | ベジエ                     | Stade Raoul-Barrière         | 18,555    | 7位                                                   |
| ヴァランス・ロマン   | ヴァランス                 | Stade Georges Pompidou       | 15,120    | 8位                                                   |
| ビアリッツ           | ビアリッツ                 | Parc des Sports Aguiléra     | 15,000    | 9位                                                   |
| ヌヴェール           | ヌヴェール                 | Stade du Pré Fleuri          | 7,500     | 10位                                                  |
| ダクス               | ダクス                     | Stade Maurice Boyau          | 7,262     | 11位                                                  |
| オヨナ               | オヨナ                     | Stade Charles-Mathon         | 11,500    | 12位                                                  |
| モン＝ド＝マルサン   | モン＝ド＝マルサン         | Stade Guy Boniface           | 16,800    | 13位                                                  |
| アジャン             | アジャン                   | Stade Armandie               | 14,400    | 14位                                                  |
| オーリヤック         | オーリヤック               | Stade Jean Alric             | 9,000     | 15位                                                  |
| カルカソンヌ         | カルカソンヌ               | スタッド・ダルベール・ドメク | 13,946    | 2024-25シャンピオナ・フェデラル・ナシオナル 3位(優勝) |

## 関連大会
|               | ヨーロッパ6か国 および 南アフリカ共和国 ほか ・ |                                                |                                            |                                                                         | |
| 上位大会      | ヨーロピアンラグビー・チャンピオンズカップ      | ヨーロピアンラグビー・チャンピオンズカップ     | ヨーロピアンラグビー・チャンピオンズカップ | ヨーロピアンラグビー・チャンピオンズカップ                              | ヨーロピアンラグビー・チャンピオンズカップ                                                                             |
| 下位大会      | EPCRチャレンジカップ                            | EPCRチャレンジカップ                           | EPCRチャレンジカップ                       | EPCRチャレンジカップ                                                    | EPCRチャレンジカップ                                                                                                   |
|               |                                                 |                                                |                                            |                                                                         | |
|               | フランス                                        | イングランド                                   |                                            | アイルランド・スコットランド・ウェールズ・イタリア・南アフリカ共和国 ・ | アイルランド・スコットランド・ウェールズ・イタリア・南アフリカ共和国 ・                                                |
| 1部大会       | トップ14                                        | プレム・ラグビー (旧 プレミアシップ・ラグビー) | ユナイテッド・ラグビー・チャンピオンシップ | ユナイテッド・ラグビー・チャンピオンシップ                              | |
|               |                                                 |                                                |                                            |                                                                         | |
| 2部大会       | プロD2                                          | チャンプ・ラグビー (旧 RFUチャンピオンシップ)  |                                            | 各 国内リーグ                                                           | オールアイルランド・リーグ、 スコティッシュ・プレミアシップ、 スーパーラグビー・カムリ、 セリエAエリート、カリーカップ |
| 3部大会       | シャンピオナ・フェデラル・ナシオナル            | ナショナルリーグ1                              |                                            | 各 国内リーグ                                                           | オールアイルランド・リーグ、 スコティッシュ・プレミアシップ、 スーパーラグビー・カムリ、 セリエAエリート、カリーカップ |
| 4部大会       | シャンピオナ・フェデラル・ナシオナル2           | ナショナルリーグ2                              |                                            | 各国 下位リーグ                                                         | 略 |
| 5/6/7部大会   | フェデラル 1/2/3                                | 略                                             |                                            | 各国 下位リーグ                                                         | 略 |
| 8部大会       | プリ・フェデラル                                | 略                                             |                                            | 各国 下位リーグ                                                         | 略 |
| 9/10/11部大会 | レジオナル 1/2/3                                | 略                                             |                                            | 各国 下位リーグ                                                         | 略 |

## 歴代優勝チーム
- 2001-02シーズン - USモントーバン
- 2002-03シーズン - モン＝ド＝マルサン
- 2003-04シーズン - モンペリエ
- 2004-05シーズン - FCオーシュ・ジェール
- 2005-06シーズン - RCトゥーロン
- 2006-07シーズン - USモントーバン
- 2007-08シーズン - FCオーシュ・ジェール
- 2008-09シーズン - RCトゥーロン
- 2009-10シーズン - ラシン92
- 2010-11シーズン - スポーティング・ユニオン・アジャン
- 2011-12シーズン - リヨンOU
- 2012-13シーズン - FCグルノーブル
- 2013-14シーズン - オヨナ・ラグビー
- 2014-15シーズン - リヨンOU
- 2015-16シーズン - セクシオン・パロワーズ
- 2016-17シーズン - リヨンOU
- 2017-18シーズン - オヨナ・ラグビー
- 2018-19シーズン - USAペルピニャン
- 2019-20シーズン - バイヨンヌ
- 2020-21シーズン - 該当なし[注 2]
- 2021-22シーズン - USAペルピニャン
- 2022-23シーズン - バイヨンヌ[注 3]
- 2023-24シーズン - RCヴァンヌ[注 4]
- 2024-25シーズン -